# Ierse parlementsverkiezingen 1987
De Ierse parlementsverkiezingen in 1987 vonden plaats op 20 januari. De Dáil Éireann, het Ierse parlement, was eerder ontbonden op verzoek van premier Garret FitzGerald. Zijn regering kwam in conflict met het parlement over verschillende begrotingsvoorstellen.

## Achtergrond
De campagne zelf draaide voornamelijk over economische thema’s. Fine Gael met als partijleider FitzGerald wilde zich vooral profileren op de begrotingsvoorstellen waarop de regering uiteindelijk ten val waren gekomen. Deze tactiek werkte niet en Fine Gael verloor 20 van de 70 zetels. De Labour-partij besloot zich vooraf geen allianties met andere partijen aan te gaan. De Progressive Democrats, die slechts twee jaar eerder was opgericht, was de grote verrassing van de verkiezingen en werd de 3e partij met 14 zetels. De grootste partij werd Fianna Fáil. Zij steeg van 75 naar 81 zetels en behaalde daarmee net geen absolute meerderheid.
Na de verkiezingen vormde Fianna Fáil in haar eentje een minderheidsregering. De partijleider Charles Haughey keerde voor zijn derde en laatste termijn terug als premier. De regering kwam naar twee jaar ten val. Daarna kwam zijn regering ten val in een conflict over de vraag of aidsslachtoffers wel of geen vergoeding moesten krijgen.

## Uitslag
| Partij                     | Stemmen | %    | ±%     | zetels | verschil |
| -------------------------- | ------- | ---- | ------ | ------ | -------- |
| Fianna Fáil                | 784.547 | 44,2 | ▼ 1,0  | 81     | ▲ 6      |
| Fine Gael                  | 481.127 | 27,1 | ▼ 12,1 | 50     | ▼ 20     |
| Progressive Democrats      | 210.583 | 8,4  | ▲ 8,4  | 14     | ▲ 14     |
| Irish Labour Party         | 114.551 | 6,5  | ▼ 2,9  | 12     | ▼ 4      |
| The Workers' Party         | 67.293  | 3,8  | ▲ 0,5  | 4      | ▲ 2      |
| Democratic Socialist Party | 7.424   | 0,4  | 0,0    | 1      | ▲ 1      |
| Sinn Féin                  | 32.933  | 1,8  | ▲ 1,8  | 0      |          |
| De Groenen                 | 7.159   | 0,4  | ▲ 0,4  | 0      | 0        |
| Communistische Partij      | 725     | 0,0  | 0,0    | 0      | 0        |
| Onafhankelijken            | ?       | 4,0  | ▲ 1,1  | 3      | ▲ 1      |
| Totaal                     |         | 100% |        | 166    |          |